# Narciarstwo alpejskie na Zimowych Światowych Wojskowych Igrzyskach Sportowych 2010 – slalom gigant drużynowo kobiet

Slalom gigant drużynowo kobiet jedna z konkurencji rozgrywana w ramach narciarstwa alpejskiego na 1. Zimowych Światowych Wojskowych Igrzyskach Sportowych, odbyła się w dniu 22 marca 2010 na stokach ośrodka narciarskiego w Gressoney-Saint-Jean położonego w regionie Dolina Aosty we Włoszech.

## Terminarz
| Data               | Godzina (UTC+01:00) | Wydarzenie          |
| ------------------ | ------------------- | ------------------- |
| 22 marca 2010(dts) | 9:00                | Finał – 1. przejazd |
| 22 marca 2010(dts) | 11:30               | Finał – 2. przejazd |

## Uczestniczki
Do startu zgłoszonych zostało cztery reprezentacje. Chińska ekipa została zdekompletowana i nie została sklasyfikowana ponieważ Qin Xiyue nie ukończyła slalomu indywidualnie.
- Austria (3)
- Chiny (3)
- Rumunia (3)
- Włochy (5)

## Wyniki
| Мiejsce | Reprezentacja | Zawodniczki                                        | Czas                            | Pkt           |
| ------- | ------------- | -------------------------------------------------- | ------------------------------- | ------------- |
| 1       | Włochy        | Denise Karbon Irene Curtoni Anna Marconi           | 7:02,78 2:20,23 2:20,25 2:22,30 | 230 100 80 50 |
| 2       | Austria       | Micnaeta Noesig Martina Geisler Verena Hoellbacher | 7:10,28 2:22,53 2:22,55 2:25,20 | 117 45 40 32  |
| 3       | Rumunia       | Kinga Bojthke Reka Ferencz-Hanke Orsolia Gered     | 8:38,69 2:45,17 2:48,62 3:04,90 | 31 12 11 8    |

Źródło: CISM 2010